# Mimosa insignis
Mimosa insignis är en ärtväxtart som först beskrevs av Emil Hassler, och fick sitt nu gällande namn av Rupert Charles Barneby. Mimosa insignis ingår i släktet mimosor, och familjen ärtväxter. Inga underarter finns listade i Catalogue of Life.